# 紀元前799年
紀元前799年（きげんぜん799ねん）は、西暦による年。

## 他の紀年法
- 干支 : 壬寅
- 中国
  - 周 - 宣王29年
  - 魯 - 孝公8年
  - 斉 - 成公5年
  - 晋 - 穆侯13年
  - 秦 - 荘公23年
  - 楚 - 熊咢元年
  - 宋 - 戴公元年
  - 衛 - 武公14年
  - 陳 - 釐公33年
  - 蔡 - 釐侯11年
  - 曹 - 戴伯27年
  - 鄭 - 桓公8年
  - 燕 - 釐侯28年
- 朝鮮
  - 檀紀1535年
- ユダヤ暦 : 2962年 - 2963年